# Super Mario Sunshine
Super Mario Sunshine är ett plattformsspel till Nintendo GameCube utvecklat och utgivet av Nintendo år 2002. Enligt Guinness Rekordbok (2005) var detta det mest sålda GameCube-spelet.

## Handling
Mario är på väg till Isle Delfino på semester med Prinsessan Peach och Toadsworth. När han landar ser han att hela ön är nedkladdad med goop (graffiti). Förövaren är väldigt lik Mario enligt ögonvittnen, och Mario blir gripen av polisen kort efter att han besegrat spelets första boss, blir åtalad och dömd i en skenrättegång för skadegörelsen. Som straff får han först sitta i häkte över natten, innan han blir frisläppt och får påföljden att tvätta bort all goopen över hela ön med utreseförbud tills allt är ställt till rätta. Mario träffar på F.L.U.D.D. (Flash Liquidizer Ultra Dousing Device), som är en vattenkanon uppfunnen av Professor Elvin Gadd, som hjälper honom genom äventyret. Marios äventyr går ut på att tvätta bort all goop, samt hitta den riktiga förövaren. Han ska även samla Shine Sprites, och senare även rädda Peach som blivit kidnappad av Bowser Jr.. Öns invånare består av Piantas och Nokis.

## Speluppbyggnad
Spelet går ovanligt nog inte omedelbart ut på att rädda Peach från Bowser, även om det gör det i längden. Mario måste använda F.L.U.D.D. på olika sätt för att klara de flesta av banorna, genom bland annat att spruta vatten, sväva eller skjutas upp i luften. I spelet finns små hemliga banor (Secret Levels) att ta sig igenom, som måste avklaras om alla Shine Sprites ska hamna i spelarens ägo. På de hemliga banorna får spelaren inte använda F.L.U.D.D., som då tas av Shadow Mario. En bit in i spelet kan Mario även använda Yoshi som hjälp. Han sprutar juice istället för vatten, och kan äta upp de flesta fienderna genom att sträcka ut sin långa tunga. Momentet att samla röda mynt (Red Coins) återkommer från Super Mario 64. Även blåa mynt (Blue Coins) återkommer, vilka finns utspridda på olika platser på ön. De blå mynten används för att köpa Shine Sprites, som kostar tio Blue Coins, i en liten affär i Delfino Plaza.

## Utmärkelser
Super Mario Sunshine har bland annat mottagit följande priser:
- Guldpixeln 2002 för årets plattformsspel.

Det blev dock inte många utmärkelser i Club Nintendo Awards 2002, spelet kom endast trea i kategorin "Bästa Nintendo-spel 2002", och lyckades inte alls i någon annan kategori.